# Kleinzerbst (Bad Schmiedeberg)
Kleinzerbst ist eine Ortschaft sowie ein Ortsteil der Stadt Bad Schmiedeberg im Landkreis Wittenberg in Sachsen-Anhalt.

## Geschichte
1388 wurde der Ort Kleinzerbst erstmals urkundlich als Scharbist erwähnt und ist ein typisches Straßendorf. Laut einer Kirchenvisitation von 1575 gab es zu jener Zeit 9 Hüfner und 2 Kossaten. Die unterste Gerichtsbarkeit übte die Familie von Staupitz aus. 1637 wurde Kleinzerbst im Dreißigjährigen Krieg durch die Truppen des schwedischen Feldmarschalls Johan Banér fast vollständig zerstört. Der Ort erholte sich anschließend und beheimatete 1672 wieder 7 Hüfner und 2 Kossaten.
Nach dem Zweiten Weltkrieg fanden 118 Vertriebene aus Schlesien, dem Sudetenland und dem Warthegau Zuflucht in Kleinzerbst. Im Zuge der Bodenreform in der Sowjetischen Besatzungszone wurden einem Großgrundbesitzer knapp 720 ha Fläche entschädigungslos enteignet und neu verteilt.
Vom 1. Juli 1950 bis zum 30. Juni 2009 gehörte Kleinzerbst als Ortsteil zur bis dahin selbstständigen Gemeinde Trebitz und wurde dann ein Ortsteil von Bad Schmiedeberg. Heute gehört es zur Ortschaft Trebitz.

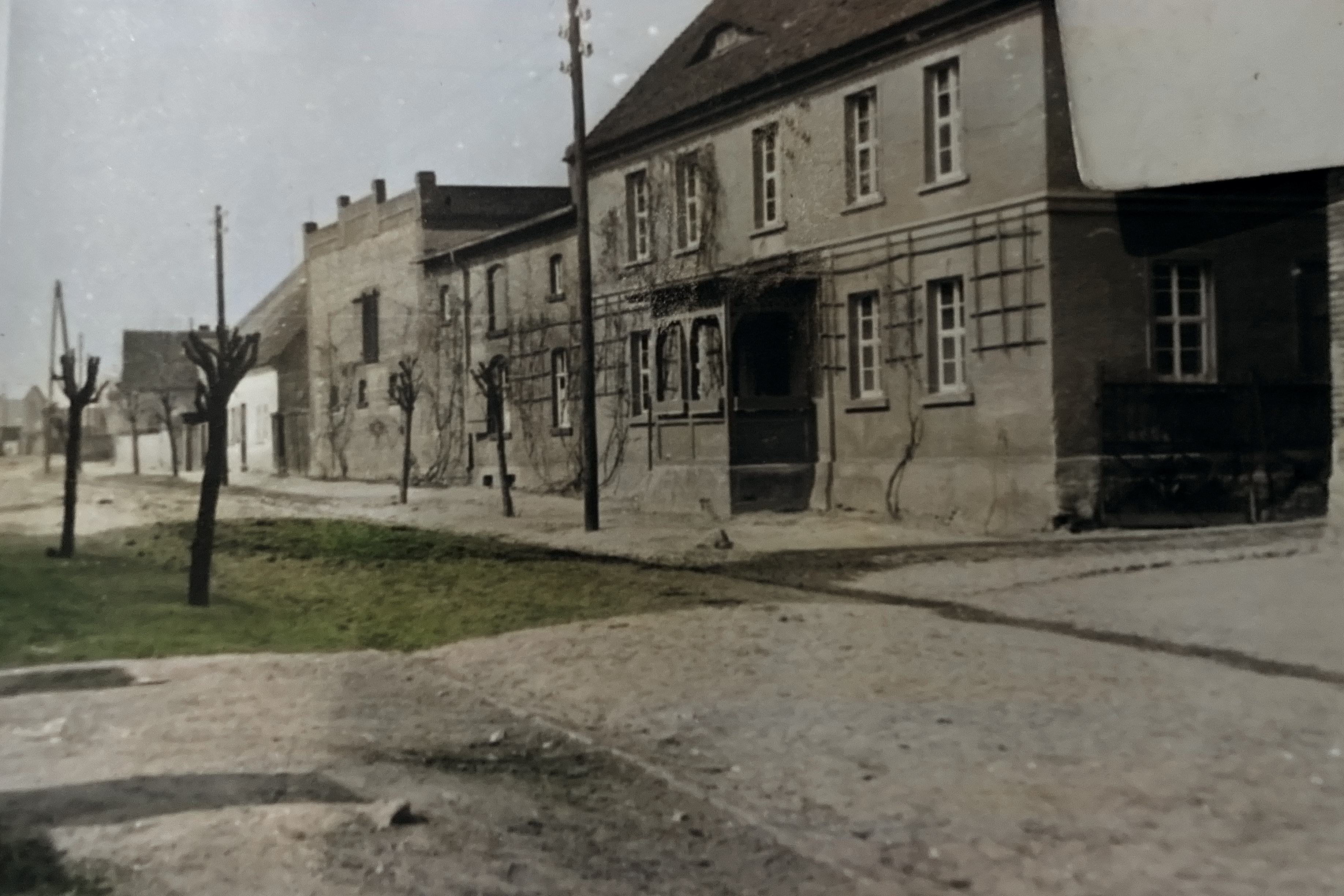
Gutshof in Kleinzerbst um 1940

## Geografie
Der Ort liegt etwa 17 Kilometer südöstlich von Lutherstadt Wittenberg und etwa 7 Kilometer von Pretzsch (Elbe) am Nordrand der Dübener Heide am linken Elbufer.

## Wirtschaft und Infrastruktur

### Verkehr
Zur Bundesstraße 182, die Wittenberg und Torgau verbindet, sind es ca. 1 km. Die Bahnstrecke Pretzsch–Torgau verläuft westlich des Ortes.